# واکسن کووید-۱۹ سینوفارم
بی‌بی‌آی‌بی‌پی-کروی (به انگلیسی: BBIBP-CorV) که در ایران به واکسن سینوفارم معروف است، یکی از دو واکسن ویروس فعال کووید-۱۹ است که توسط گروه دارویی ملی چین تولید می‌شود. سازمان بهداشت جهانی واکسن سینوفارم را تأیید کرده‌است.همچنین بزرگترین محموله‌های ورودی واکسن به ایران متعلق به سینوفارم چین است (رتبه اول فراوانی تزریق در ایران).
از دسامبر ۲۰۲۰، این آزمایش‌ها در فاز ۳ در آرژانتین، بحرین، مصر، مراکش، پاکستان، پرو و امارات متحده عربی با بیش از ۶۰٬۰۰۰ شرکت‌کننده در حال انجام است. تا نوامبر ۲۰۲۰، نزدیک به یک میلیون نفر این واکسن را از طریق برنامه استفاده اضطراری چین مصرف کرده بودند. تا دسامبر ۲۰۲۰، تقریباً ۱۰۰٬۰۰۰ نفر در امارات متحده عربی نیز واکسن را به عنوان بخشی از یک برنامه داوطلبانه دریافت کرده بودند.
در ۳۰ دسامبر ۲۰۲۰، سینوفارم اعلام کرد که اثر واکسن ۷۹٫۳۴٪ است، که کمتر از ۸۶٪ اعلام شده توسط امارات متحده عربی در ۹ دسامبر است. امارات متحده عربی نتایج خود را بر اساس تجزیه و تحلیل موقت آزمایش‌ها فاز ۳ انجام داد که از ژوئیه انجام شد. هم بحرین و هم امارات واکسن را برای استفاده تأیید کرده‌اند. امارات متحده عربی بی‌بی‌آی‌بی‌پی-کروی را به صورت رایگان در اختیار همه شهروندان و ساکنان قرار می‌دهد. در ۲۹ ژوئیه ۲۰۲۱، نتایج اولیه یک مطالعه نشان داد که سطح آنتی‌بادی قابل اندازه‌گیری در افرادی که واکسن سینوفارم را تزریق کرده‌اند، با افزایش سن کاهش می‌یابد و از ۹۰ درصد در افراد زیر ۵۰ سال به حدود ۵۰ درصد برای سنین بالای ۸۰ سال می‌رسد.
گروه سینوفارم و گروه ابوظبی G42، در یک همکاری مشترک سالانه ۲۰۰ میلیون واکسن را در امارات متحده عربی با نام «حیات وکس» تولید می‌کنند.
سینوفارم قیمتی برای واکسن تولیدی خود نگذاشته و گفته که مبلغ، به میزان خرید و توافق خریدار بستگی دارد. بر اساس یک پژوهش با توجه به قراردادهای موجود، برآورد شده که هر دوز واکسن سینوفارم بین ۱۸دلار و ۵۵ سنت تا ۳۵ دلار و ۷۲ سنت معامله شده‌است. از این رو سینوفارم گرانتر از واکسن‌هایی همچون فایزر است.
بی‌بی‌آی‌بی‌پی-کروی از یک فناوری مشابه و سنتی مانند کروناواک و بی‌بی‌وی۱۵۲ استفاده می‌کند، دیگر واکسن‌های ویروس غیرفعال برای کووید-۱۹ که در آزمایش‌ها فاز ۳ تولید می‌شوند. چنین فناوری با موفقیت در بسیاری از واکسن‌های شناخته‌شده مانند واکسن هاری به کار رفته‌است. اما کمبود اطلاعات عمومی مربوط به بی‌بی‌آی‌بی‌پی-کروی می‌تواند سینوفارم را از توزیع واکسن در داخل چین و در دیگر کشورها محدود کند.
 بر اساس گزارش رسمی وزارت بهداشت از ۴۰ میلیون و ۲۹۱ هزار و ۸۹۴ دوز واکسن وارداتی ایران، بیشترین محموله به واکسن سینوفارم از چین با ۲۶ محموله حاوی ۳۱ میلیون و ۶۴۴ هزار و ۶۸۴ دوز اختصاص دارد.
سینوفارم نخستین واکسن تولیدی یک کشور غیرغربی است که تأیید سازمان بهداشت جهانی را دریافت کرده‌است. سازمان بهداشت جهانی پیش از این تنها چهار واکسن استرازنکا، فایزر، جانسون و جانسون و مدرنا را تأیید کرده‌است.

## تحقیقات بالینی

### فاز ۱ و ۲
در آوریل ۲۰۲۰، چین آزمایش‌ها بالینی را برای یک واکسن کووید-۱۹ نامزد شده توسط مؤسسهٔ محصولات زیستی پکن سینوفارم و مؤسسهٔ محصولات زیستی ووهان تأیید کرد. هر دو واکسن ازنظر شیمیایی غیرفعال شده ویروس کامل کووید-۱۹ هستند.
در تاریخ ۱۵ اکتبر، انستیتوی محصولات زیستی پکن نتایج مطالعات بالینی فاز ۱ (۱۹۲ بزرگسال) و فاز ۲ (۴۴۸ بزرگسال) را برای واکسن بی‌بی‌آی‌بی‌پی-کروی منتشر کرد که نشان می‌دهد بی‌بی‌آی‌بی‌پی-کروی در همهٔ آزمایش‌ها دوز در دو گروه سنی ایمن و قابل تحمل است. آنتی‌بادی علیه سارس-کوو-۲ در همه گیرندگان واکسن در روز ۴۲ استخراج شد. این آزمایش‌ها شامل افراد بالای ۶۰ سال بود.
در تاریخ ۱۳ اوت، مؤسسهٔ محصولات زیستی ووهان نتایج موقت مطالعات بالینی فاز ۱ (۹۶ بزرگسال) و فاز ۲ (۲۲۴ بزرگسال) را منتشر کرد. این گزارش حاکی از آن است که واکسن کووید-۱۹ غیرفعال دارای میزان کمی واکنش جانبی بوده و ایمنی‌زایی را نشان می‌دهد، اما ارزیابی طولانی مدت ایمنی و اثربخشی به آزمایش‌ها فاز ۳ نیاز دارد.
بی‌بی‌آی‌بی‌پی-کروی ممکن است دارای ویژگی‌های مطلوبی برای واکسیناسیون افراد در کشورهای در حال توسعه باشد. در حالی که واکسن‌های ام‌آران‌ای، مانند واکسن کووید-۱۹ فایزر–بیوان‌تک و واکسن کووید-۱۹ مدرنا اثربخشی بالاتر از ۹۰٪ نشان دادند، واکسن‌های ام‌آران‌ای چالش‌های توزیعی را برای برخی از کشورها به وجود می‌آورند، زیرا برخی از آن‌ها ممکن است به تجهیزات و کامیون‌های انجماد عمیق نیاز داشته باشند. در مقابل، بی‌بی‌آی‌بی‌پی-کروی می‌تواند در دمای نرمال برودتی حمل و ذخیره شود. در حالی که فایزر و مدرنا از جمله توسعه‌دهندگانی هستند که به فناوری جدید ام‌آران‌ای تکیه می‌کنند، تولیدکنندگان چندین دهه تجربه در مورد فناوری ویروس غیرفعال شده که سینوفارم از آن استفاده می‌کند، دارند.

### فاز ۳

#### آفریقا و آسیا
در ۱۶ ژوئیه، سینوفارم شروع به آزمایش واکسن فاز ۳ از ۳۱٬۰۰۰ داوطلب در امارات متحده عربی با همکاری جی۴۲ هلث‌کر، یک شرکت مستقر در ابوظبی کرد. تا ماه اوت، همهٔ داوطلبان اولین دوز خود را دریافت کرده بودند و قرار بود دوز دوم را طی چند هفته آینده دریافت کنند. در ۹ دسامبر، وزارت بهداشت و پیشگیری امارات متحده عربی ثبت رسمی بی‌بی‌آی‌بی‌پی-کروی را اعلام کرد، پس از تجزیه و تحلیل موقت آزمایش فاز ۳ نشان داد که بی‌بی‌آی‌بی‌پی-کروی دارای ۸۶٪ اثر در برابر عفونت کووید-۱۹ است. این واکسن دارای ۹۹٪ سرعت تبدیل آنتی‌بادی خنثی‌کننده و ۱۰۰٪ اثربخشی در پیشگیری از موارد متوسط و شدید بیماری بود.
در تاریخ ۲ سپتامبر، سینوفارم دادرسی فاز ۳ را در کازابلانکا و رباط بر روی ۶۰۰ نفر آغاز کرد. در ماه سپتامبر، مصر ثبت‌نام آزمایشی فاز ۳ را برای یک سال ادامه داد و ۶٬۰۰۰ نفر را در آن ثبت‌نام کرد.
در اوت ۲۰۲۰، سینوفارم یک آزمایش بالینی فاز ۳ را در بحرین بر روی ۶٬۰۰۰ شهروند و داوطلب مقیم آغاز کرد. در به‌روزرسانی در ماه نوامبر، ۷٬۷۰۰ نفر در آزمایش فاز ۳ داوطلب شدند. همچنین در پایان ماه اوت، سینوفارم یک آزمایش بالینی فاز ۳ را در اردن بر روی ۵۰۰ داوطلب در بیمارستان شاهزاده حمزه آغاز کرد.
در پاکستان، سینوفارم همکاری با دانشگاه کراچی را در یک آزمایش واکسن با ۳٬۰۰۰ داوطلب آغاز کرد.

#### آمریکای جنوبی
در ۱۰ سپتامبر، سینوفارم یک آزمایش فاز ۳ را در پرو آغاز کرد و هدف بلند مدت آن واکسیناسیون ۶٬۰۰۰ نفر از ۱۸ تا ۷۵ سال بود. در ماه اکتبر، آزمایش‌ها فاز ۳ گسترش یافت و شامل ۶٬۰۰۰ داوطلب اضافی شد. در ۲۶ ژانویه، یک داوطلب که در آزمایش‌ها واکسن دارونما دریافت کرده‌بود، به دلیل ابتلا به کووید درگذشت.
در ۱۶ سپتامبر، آرژانتین آزمایش فاز ۳ را روی ۳٬۰۰۰ داوطلب از طریق آزمایشگاه الیا فینیکس آغاز کرد.

## ساخت
یک مرکز سینوفارم در پکن قادر به تولید ۱۲۰ میلیون دوز در سال است، در حالی که یک مرکز دیگر در ووهان قادر به تولید ۱۰۰ میلیون دوز در سال خواهد بود. سینوفارم در به‌روزرسانی در ماه اکتبر گفت که ممکن است ظرفیت تولید بیش از ۱ میلیارد دوز در سال ۲۰۲۱ را داشته باشد.
در ماه اکتبر، جی۴۲ هلث‌کر دبی با سینوفارم توافقاتی را برای تهیه بی‌بی‌آی‌بی‌پی-کروی در امارات متحده عربی و دیگر کشورهای منطقه به دست آورد، امارات متحده عربی ۷۵ تا ۱۰۰ میلیون دوز در سال ۲۰۲۱ تولید می‌کند.
در ماه دسامبر، مصر توافق بین سینوفارم و هلدینگ شرکت مصری محصولات زیستی و واکسن‌ها (واکسرا) را برای تولید واکسن به صورت محلی اعلام کرد، که پس از تولید به کشورهای آفریقایی نیز صادر می‌شود.
در ماه دسامبر، ای‌پی اعلام کرد که دوزهای اولیه واکسن مراکش از چین می‌آید، اما این کشور هم‌چنین قصد دارد بی‌بی‌آی‌بی‌پی-کروی را به صورت محلی تولید کند.

## مجوز استفاده اضطراری

### چین
سینوفارم در ماه ژوئیه برای یکی از کاندیداهای واکسن کووید-۱۹ خود مجوز استفاده اضطراری دریافت کرد. در ماه ژوئن، پیش از برنامهٔ استفاده اضطراری، به کارمندان شرکت‌های دولتی که به خارج از کشور سفر می‌کردند اجازه داده شد یکی از دو واکسن تولید شده توسط سینوفارم را استفاده کنند. در ماه اکتبر، واکسن را به صورت رایگان به دانشجویان چینی که برای تحصیلات عالیه خارج از کشور می‌روند، آغاز کرد. در ماه اکتبر، چجیانگ، استانی با ۵۸٫۵ میلیون نفر جمعیت در نزدیکی شانگهای، اعلام کرد که ساکنان پرخطر می‌توانند از پایان ماه نوامبر واکسن بزنند.

### بحرین
به گزارش خبرگزاری دولتی بی‌ان‌ای، در تاریخ ۳ نوامبر، بحرین مجوز استفاده اضطراری را برای به‌کارگیری واکسن کووید-۱۹ سینوفارم برای کارگران خط مقدم اعطا کرد. چندین وزیر و مقام ارشد واکسن را در بحرین دریافت کرده‌اند، از جمله سلمان، ولیعهد بحرین.

### امارات متحده عربی
در ۱۴ سپتامبر ۲۰۲۰، امارات متحده عربی پس از آزمایش‌های موفقیت‌آمیز فاز ۳، واکسن کووید-۱۹ سینوفارم را برای کارگران در خط مقدم تصویب کرد. عبدالرحمن آل اویس وزیر بهداشت امارات گفت: «نتایج مطالعات در طی مراحل نهایی آزمایش فاز ۳ نشان داد که واکسن مؤثر است و منجر به واکنش شدید و تولید پادتن‌های ویروس می‌شود. بالاخره پس از مدتی واکسن سینوفارم در امارات توانست مجوز اضطراری را دریافت کند»
در ۳ نوامبر ۲۰۲۰، نخست‌وزیر امارات و حاکم دبی محمد بن راشد آل مکتوم واکسن کووید-۱۹ سینوفارم را دریافت کرد.
در فوریه ۲۰۲۱، یک باشگاه انحصاری لندن تأکید کرد که امارات متحده عربی در حال اجرای یک برنامه واکسیناسیون کووید-۱۹ برای افراد ثروتمند است. امارات واکسن سینوفارم را به این گردشگران نخبه خارجی که قرار بود هزینه دسترسی به بی‌بی‌آی‌بی‌پی-کروی را پرداخت کنند، ارائه می‌داد. این به عنوان استراتژی امارات متحده عربی برای «آوردن گردشگری به منطقه» تلقی می‌شد، جایی که از کمبود جهانی دوز واکسن و نیاز به واکسیناسیون آسیب‌پذیرها غافل شد.

### سازمان جهانی بهداشت
در ۷ می ۲۰۲۱ سازمان WHO به واکسن سینوفارم به عنوان ششمین واکسن ایمن و مؤثر دنیا مجوز اضطراری داد و سهمیهٌ این واکسن را به سبد کووکس اضافه کرد و همچنین این سازمان اظهار کرده‌است که واکسن سینوفارم ۷۹٪ از ابتلای شدید و بستری و مرگ جلوگیری می‌کند و اثر بخشی بالایی دارد.

### انگلیس
در تاریخ ۱۰ نوامبر ۲۰۲۱ دولت انگلیس اعلام کرد که واکسن‌های چینی سینوفارم و سینوواک و واکسن هندی کووکسین مجوز اضطراری دریافت کرده‌اند و از دو هفته دیگر تمام مسافران زیر ۱۸ سال و بالاتر که قصد ورود به خاک این کشور را دارند باید واکسن‌های مورد تأیید کشور انگلیس یعنی واکسن‌های مورد قبول سازمان جهانی بهداشت را دریافت کنند.

## بازار و استقرار

### آسیا
در ماه دسامبر، سازمان تنظیم مقررات بهداشت ملی بحرین با استناد به داده‌های آزمایش‌ها بالینی فاز ۳، که میزان کارایی ۸۶٪ را نشان می‌دهد، واکسن سینوفارم را تأیید کرد.
در ژانویه، هون سن، نخست‌وزیر کامبوج گفت که چین یک میلیون دوز بی‌بی‌آی‌بی‌پی-کروی برای واکسیناسیون ۵۰۰٬۰۰۰ نفر فراهم می‌کند. وزارت بهداشت مجوز استفاده اضطراری را در ۴ فوریه صادر کرد.
در ماه نوامبر، چین برنامه تنظیم‌کنندهٔ سینوفارم را برای راه‌اندازی واکسن خود به بازارهای عمومی دریافت کرد. در تاریخ ۳۰ دسامبر، سینوفارم با تأیید مشروط از طرف اداره ملی داروهای پزشکی، اولین واکسن کووید-۱۹ تأیید شده برای به‌کارگیری عمومی در چین شد. در ماه فوریه، ماکائو نخستین ۱۰۰٬۰۰۰ دوز از ۴۰۰٬۰۰۰ دوز سفارش داده شده از سینوفارم را دریافت کرد.
در ماه اکتبر، اندونزی با سینوفارم به توافق رسید تا ۱۵ میلیون دوز واکسن را در سال ۲۰۲۰ تحویل دهد.
در ژانویه، عراق بی‌بی‌آی‌بی‌پی-کروی را برای استفاده اضطراری تصویب کرد.
در ژانویه، اردن پس از تأیید واکسن کووید-۱۹ فایزر–بیوان‌تک، بی‌بی‌آی‌بی‌پی-کروی را برای استفاده اضطراری تأیید کرد. اردن پویش واکسیناسیون خود را از ۱۳ ژانویه آغاز کرد.
در ژانویه، لائوس با بی‌بی‌آی‌بی‌پی-کروی واکسیناسیون را بر روی کارکنان پزشکی در بیمارستان‌های وینتیان آغاز کرد. لائوس انتظار دارد که ۱٫۵ میلیون نفر را در سال ۲۰۲۱ با دوزهای دریافتی از سینوفارم، روسیه و کوواکس واکسینه کند.
در ماه دسامبر، پاکستان اعلام کرد که ۱٫۲ میلیون دوز بی‌بی‌آی‌بی‌پی-کروی خریداری می‌کند. پاکستان واکسن را برای استفاده اضطراری در ۱۸ ژانویه تصویب کرد، و فعالیت واکسیناسیون خود را با بی‌بی‌آی‌بی‌پی-کروی در تاریخ ۲ فوریه آغاز کرد.
در ژانویه، رسانه‌های سری‌لانکا اعلام کردند که این کشور ۳۰۰٬۰۰۰ دوز بی‌بی‌آی‌بی‌پی-کروی از چین که در ماه فوریه وارد می‌شود، کمک مالی دریافت خواهد کرد.
در ماه دسامبر، امارات متحده عربی پس از بررسی نتایج تجزیه و تحلیل موقت، بی‌بی‌آی‌بی‌پی-کروی را به‌طور رسمی ثبت کرد. در ۱۴ دسامبر، ابوظبی، تلقیح گسترده با بی‌بی‌آی‌بی‌پی-کروی را به‌صورت داوطلبانه آغاز کرد. برخی از ساکنان امارات متحده عربی تمایلی به زدن واکسن ندارند. تا ۱۸ ژانویه، بیش از ۱٫۸ میلیون نفر در امارات متحده عربی بی‌بی‌آی‌بی‌پی-کروی را دریافت کرده‌اند که به‌صورت رایگان برای همهٔ شهروندان و ساکنان در دسترس است.

### آفریقا
مصر قصد دارد ۴۰ میلیون دوز واکسن سینوفارم را خریداری کند. در تاریخ ۳ ژانویه، مصر تصویب قانونی را برای استفاده از بی‌بی‌آی‌بی‌پی-کروی اعطا کرد. عبدالفتاح سیسی رئیس‌جمهور مصر اعلام کرد که واکسیناسیون مصر در ۲۴ ژانویه با اولویت‌بندی مقامات بهداشتی انجام می‌شود.
مراکش برای ۴۱ میلیون دوز واکسن از سینوفارم و ۲۵ میلیون از آسترازنکا، در مجموع ۶۶ میلیون دوز، سفارش داده‌است. مراکش در ۲۳ ژانویه تأیید استفاده اضطراری را برای بی‌بی‌آی‌بی‌پی-کروی اعطا کرد، و نخستین ۵۰۰٬۰۰۰ دوز در ۲۷ ژانویه وارد مراکش شد.
در ماه ژانویه، سیشل گفت که واکسیناسیون را از ۱۰ ژانویه با ۵۰٬۰۰۰ دوز دریافت شده از امارات متحده عربی آغاز می‌کند. وزیر بهداشت پگی ویدوت گفت رهبران سیاسی ابتدا و سپس کارگران بهداشتی واکسینه می‌شوند.
در ماه فوریه، امرسون منانگاگوا، رئیس‌جمهور زیمبابوه اعلام کرد که کشور ۲۰۰٬۰۰۰ دوز بی‌بی‌آی‌بی‌پی-کروی از چین دریافت خواهد کرد.

### آمریکای جنوبی
در ژانویه، رئیس‌جمهور پرو، فرانسیسکو ساگاستی گفت که کشور به عنوان بخشی از توافق بزرگتر برای خرید ۳۸ میلیون دوز بی‌بی‌آی‌بی‌پی-کروی، یک میلیون دوز بی‌بی‌آی‌بی‌پی-کروی را در ژانویه تحویل می‌گیرد. پرو در ۲۷ ژانویه تصویب اضطراری بی‌بی‌آی‌بی‌پی-کروی را داد.

### اروپا
در ژانویه، مجارستان نخستین کشور عضو اتحادیه اروپا بود که بی‌بی‌آی‌بی‌پی-کروی را تصویب کرد، با امضای قراردادی برای ۵ میلیون دوز، مجارستان را قادر به تلقیح ۲٫۵ میلیون نفر، یعنی حدود یک‌چهارم جمعیت خود کرد. نخست‌وزیر ویکتور اوربان گفت که دولت نتیجه واکسیناسیون‌های گسترده را با به‌کارگیری بی‌بی‌آی‌بی‌پی-کروی در مجارستان کنترل کرده‌است.
به گفته وزارت بهداشت، در ماه ژانویه، مونته‌نگرو موافقت کرد که دوزهای بی‌بی‌آی‌بی‌پی-کروی را تا پایان ژانویه تحویل دهد.
در ژانویه، وزیر بهداشت مقدونیه شمالی، ونکو فیلیپچه گفت که این کشور در حال مذاکره برای خرید دوزهای بی‌بی‌آی‌بی‌پی-کروی است.
در ژانویه، صربستان یک میلیون دوز بی‌بی‌آی‌بی‌پی-کروی دریافت کرد، و این اولین کشور اروپایی است که بی‌بی‌آی‌بی‌پی-کروی دریافت می‌کند. در ۱۹ ژانویه، صربستان این واکسن را تأیید کرد و وزیر بهداشت، زلاتیبور لونچار نخستین شخصی شد که واکسن را دریافت کرد.

## جنجال‌ها

### عدم وجود اطلاعات عمومی و اعتماد
برخلاف بی‌ان‌تی۱۶۲بی۲ی فایزر-بیوان‌تک، ام‌آران‌ای-۱۲۷۳ی مدرنا، ای‌زددی۱۲۲۲ی آکسفورد-آسترازنکا و ای‌دی۲۶. کوو۲. اس جانسون و جانسون، اطلاعات عمومی کمی در مورد ایمنی یا اثربخشی واکسن چینی وجود دارد. امارات گفت که تجزیه و تحلیل داده‌های موقت سینوفارم را بررسی کرده‌است که نشان می‌دهد واکسن ۱۰۰٪ برای جلوگیری از موارد متوسط و شدید کووید-۱۹ مؤثر است، اما اعلام نکرد که آیا در بررسی خود به‌طور مستقل داده‌های مورد را تجزیه و تحلیل کرده‌است. مشخص نبود که چگونه سینوفارم نتیجه‌گیری می‌کند، زیرا اعلامیه تأیید امارات متحده عربی برای بی‌بی‌آی‌بی‌پی-کروی به‌طور محسوسی فاقد جزئیاتی مانند تعداد موارد کووید-۱۹ در دارونما یا گروه فعال یا سن داوطلبان است. ژنگمینگ چن، متخصص اپیدمیولوژی دانشگاه آکسفورد، گفت: «تشخیص عملکرد واکسن دشوار است. امیدوارم واقعی باشد.»
کمبود اطلاعات عمومی می‌تواند سینوفارم را از ارسال واکسن به کشورهای دیگر محدود کند، زیرا اطمینان به ایمنی و اثربخشی بی‌بی‌آی‌بی‌پی-کروی برای موفقیت آن در سطح بین‌المللی بسیار مهم است. چین گفت که برای متقاعد کردن دیگر کشورها برای پیروی از این روش مستلزم شواهد علمی و داده‌های محکم است که قابل بررسی است. از تاریخ ۳۰ دسامبر ۲۰۲۰، هیچ اطلاعات مفصلی دربارهٔ اثر این واکسن برای عموم منتشر نشده‌است. چین گفت در حالی که تصویب اخیر چین می‌تواند اعتبار بی‌بی‌آی‌بی‌پی-کروی را افزایش دهد، اگر بخواهیم سهمی در بازار جهانی داشته باشیم، داده‌های بیشتری مورد نیاز است. یک مدیر سینوفارم گفت که اطلاعات دقیق سپس منتشر و در مجلات علمی در چین و بین‌المللی منتشر خواهد شد.
وو یونگلین، رئیس سینوفارم گفت که نتایج آزمایش بیش از حد مورد نیاز سازمان بهداشت جهانی است، اما یک مدیر در یک شرکت بزرگ دارویی در شانگهای نسبت به این آزمایش‌ها ابراز تردید کرد و انتظار داشت تنظیم‌کننده‌های دارویی در بحرین و امارات استانداردی مشابه سازمان غذا و داروی ایالات متحده نداشته باشند. برخی از افراد، از جمله متخصصان بهداشت در چین، قصد داشتند در مورد واکسن احتیاط کنند. یک پزشک در یک بیمارستان پیشرو در شاندونگ گفت، «من قصد ندارم واکسن را به دلیل نگرانی در مورد ایمنی تزریق کنم»، وی افزود: «این هنوز در آزمایش‌ها بالینی است.»
در ژانویه ۲۰۲۱، دولت فیلیپین به تردید مردم در مورد نگرانی‌های ایمنی در مورد واکسن کووید-۱۹ اعتراف کرد و دربارهٔ گزارش اخبار خارجی در مورد بی‌بی‌آی‌بی‌پی-کروی اظهار نظر کرد، که ۷۳ عارضه جانبی از جمله از دست دادن بینایی و چشایی و همچنین افزایش فشار خون را ذکر کرد. دولت گفت سازمان غذا و داروی فیلیپین در صورت درخواست سینوفارم برای آزمایش بالینی یا کاربرد اضطراری، تمام اسناد، از جمله گزارش ۷۳ عارضه جانبی را با دقت بررسی می‌کند.

### کاربرد غیرمجاز در آسیا
در تاریخ ۳۰ دسامبر، دلفین لورنزانا، وزیر دفاع فیلیپین در مصاحبه‌ای گفت که حداقل به یک محافظ وزیر و رئیس‌جمهور رودریگو دوترته بی‌بی‌آی‌بی‌پی-کروی ارائه شده‌است که «قاچاق» بوده اما او احساس می‌کند آنچه اتفاق افتاده «موجه» است. سرتیپ جیسس دورانته، رئیس گارد امنیتی ریاست‌جمهوری، اظهار داشت که وی مجبور شده و «این خطر را پذیرفته‌است» که برخی از مردان خود را واکسینه کند زیرا آن‌ها امنیت نزدیک دوترته را فراهم می‌کنند، که در سن ۷۵ سالگی بسیار آسیب‌پذیر به کووید-۱۹ است. اینگمینگ ابریا، نویسنده در مانیلا تایمز اظهار داشت که انریکه دومینگو، مدیر کل سازمان غذا و دارو این باور را دارد که سینوفارم ممکن است به مردم مصرف‌کننده آسیب برساند، زیرا هیچ مجوز واکسن کووید-۱۹ صادر نشده‌است، اما به دلیل «حفظ خود»، او اتهامات علیه گارد امنیتی ریاست‌جمهوری را شروع نمی‌کند.
در ۱ ژانویه، ماینیچی شیمبون گزارش داد که ۱۸ فرد ثروتمند، از جمله چندین صاحب شرکت‌های برجسته ژاپنی، از نوامبر ۲۰۲۰ با واکسن‌های سینوفارم واکسینه شده‌اند. این واکسن‌ها توسط یک مشاور چینی نزدیک به یکی از اعضای ارشد حزب کمونیست چین آورده شده‌است. سپس سفارت چین در ژاپن نارضایتی خود را از ادعاهای تأییدنشدهٔ رسانه‌های خبری ژاپن ابراز کرد.